# ポケモン同人誌事件
ポケモン同人誌事件（ポケモンどうじんしじけん）は、1999年にポケットモンスターの二次創作漫画を販売した同人作家が、著作権法違反の疑いで逮捕された事件である。ドラえもん最終話同人誌問題とともに、同人誌における著作権侵害が問題化した例である。

## 経緯
1998年8月、福岡市在住の同人作家の女性は、アニメ版『ポケットモンスター』の主要キャラクターであるピカチュウやサトシらがわいせつな行為をする同人誌漫画を作成し、B5判の冊子として販売した。頒布は同人誌のメンバーにちらしを送って宣伝し、希望者に郵送するという形で行われた。苦情の投書が届いたことをきっかけに、著作権者の任天堂ら3社は1999年1月5日に女性を告訴、13日に京都府警生活環境課が女性を著作権法違反（複製権の侵害）の疑いで逮捕した。女性は京都に連行されたのち22日にわたって拘置され、600円の同人誌5部を販売、100部あまりを頒布目的で所持していたことについて罰金を科せられた。女性は自宅としていたマンションを退去させられたほか、押収品の運送代など、事件に関わる多くの出費を自弁せざるをえなかったため、100万円以上の借金を背負うことになった。
また、3月には愛知県豊橋市の印刷会社が、女性の執筆した同人誌460冊を73000円で印刷したことについて、著作権法違反（ほう助）容疑で摘発された。非営利かつ規模も小さい同人誌の制作は、それまでファン活動の一環として黙認されることが多く、作家および印刷会社が摘発されたのはこれが初めてのことだった。

### 任天堂のコメント
任天堂は同事件について、「キャラクターのイメージを毀損するような性的描写があることから、販売を黙認することができなかったこと」「同人誌イベントの規模が大きくなってきたことから、小さな子供を含む一般人にも目が触れる機会が多くなってきたこと」「当該の同人誌が通販で販売されており、対面販売でないだけに未成年の入手が容易であったこと」を立件の理由に挙げている。
また、警告なしの刑事告訴に踏み切った理由としては、「同人作家が以前より継続的にパロディ同人誌を出版していたこと」「同人誌サークルや作者はペンネームを使用する例が多く、仮に警告しても受け取られる確証がないこと」「問題のような本が、組織犯罪的に作られているのではないかという危機感があったこと」などがあり、それまでの海賊版商品を巡る経験から、時間のかかる警告や民事訴訟よりも刑事告発がふさわしいとの判断があったとコメントしている。
任天堂広報室長であった今西紘史は「ファンの通報でたまたまこの本を知っただけで、同人誌全般をチェックするつもりはない」とコメントした。また、今回の一件に見せしめ的な意図はなかったと述べた。また、広報課係長の皆川恭広は、「同人市場が拡大している背景には、営利目的で活動する印刷業者やイベント業者の存在がある」として、版権者の権利を軽視する現在の同人誌市場に疑問を呈した。

## 影響
同人作家の逮捕という初の事態に、同様の漫画を作成しているアマチュア作家業界には動揺が広がった。コミックマーケット主催者であり、漫画評論家の米澤嘉博は、パロディーの製作は、アニメや漫画文化を盛り上げるファン活動のひとつとして認められるものであるとした上で、今回の事件が「どんなパロディーマンガが許されるのか」という議論もないままに、表現を委縮させてしまうことについて懸念を示した。また、ガタケット主催者の坂田文彦は、自らが京都府警の取り調べを受けたことに危機感を持ち、コミックマーケット主催者の米澤、COMITIA主催者の中村公彦らとともに全国同人誌即売会連絡会を発足させた。当該同人誌の作者は釈放後の1999年2月20日にコメントを発表し、現状は生活の立て直しに注力していること、同人誌やコミックマーケットが法や権力に制限されず、「皆の楽しみや夢」が存続していくには、この事件を個人の問題ではなく、コミュニティ全体の問題として考える必要があると述べた。
この事件の影響もあり、2010年代になるまでケモノのオンリーイベントは開催されなかった。これは獣耳キャラオンリーの「みみけっと」の初開催が2000年であることと対照的である。漫画家の赤松健は2013年、TPPによる著作権法の非親告罪化が、第三者による苦情が刑事事件に発展した、ポケモン同人誌事件同様の事件を起こしかねないのではないかという懸念のもと、著作権者による同人活動許可の意思を示す同人マークを発案した。